# Kevin Brennan
Kevin Denis Brennan, född 16 oktober 1959 i Cwmbran i Wales, är en brittisk (walesisk) politiker (Labour). Han är ledamot av underhuset för Cardiff West sedan 2001.